# Santanaraptor
Genre
Espèce
Santanaraptor (signifiant « voleur de la  formation Santana ») est un genre de dinosaures théropodes du Crétacé inférieur retrouvé en Amérique du Sud. Il aurait de long bras, des mains à trois doigts et de minces membres postérieurs pour une longueur totale d'environ 1,25 mètre.
L'espèce-type, Santanaraptor placidus, a été décrite par Alexander Wilhelm Armin Kellner en 1999. Le nom spécifique fait référence à  Placido Cidade Nuvens, fondateur du Museo de Santana do Cariri. L'espèce est basée sur des fossiles retrouvés en 1996 dans la formation Santana à Ceará, dans le nord-est du Brésil.
L'holotype, MN 4802-V, est constitué de fragments de 3 vertèbres caudales, de chevrons, ischia, fémur, tibia, fibula, pes (en) et de tissus mous.
Lors de sa découverte, on croit que Santanaraptor est associé aux Maniraptora. Cependant, par la suite, le genre est associé aux Coelurosauria, possiblement très proche du Ornitholestes. Il est peut-être un ancêtre des Tyrannosauroidea. Il se rapproche du Dilong et du Guanlong. Certains paléontologues croient que Santanaraptor est le premier Tyrannosauroidea connu du Gondwana,, mais il pourrait aussi être une base plus primitive des Coelurosauria.